# 姜哲煥
姜哲煥（韓語：강철환，1968年—），朝鮮出逃者。年少時曾被朝鮮當局關押於耀德集中營達10年，在獲釋後前往中國，並輾轉飛往南韓。他曾與法國作家李古樂合撰《平壤水族館》一書。
現時姜為韓國《朝鮮日報》記者。

## 生平
姜的家族原為日本京都市的一個富裕的在日朝鮮人家庭。祖父母皆來自濟州島（今大韓民國濟州特別自治道），在1960年代因支持共產主義且受到朝鲜政府的感召而決定舉家遷回朝鲜，姜哲煥於平壤出生，且童年在平壤度過。

在1977年的7月，姜的祖父被指干犯「叛國」罪而被朝鲜當局送進以殘酷著稱的耀德集中營，而家庭其他成員（母親是烈士之女而倖免）也給株連，當時僅9歲的他連同7歲的妹妹美湖也被送進耀德營房。

在集中營中的生活是殘酷的，人人均受到飢餓致死等威脅，營內的虐打及其他懲罰也是家常便飯。姜在營中受到的「教育」包括背誦金日成及金正日曾發表的講話，至13歲被轉往強制執行危險工作，及觀看處決死囚的過程。10年後的1987年2月，姜及其家人陸續獲釋，而當時姜的祖父已經去世。

姜在獲釋後數年均在北朝鲜渡過，當時他持有未經朝鲜當局認可的收音機，以收聽南韓的電台廣播。當他知道自己正被朝鲜當局調查的事後，便與前耀德集中營管理員安赫渡過鴨綠江前往中國，然後飛往南韓。

在《平壤水族館》一書出版後，姜與美國總統喬治布殊及英國外交大臣施仲宏會面，以及向多個組織講解有關朝鲜人權的問題。自姜逃出朝鲜以來，他從未與家人有任何聯絡。

## 相關書籍
- 姜哲煥. . Basic Books. 2001年. ISBN 978-0-465-01102-5.
- "Give Us An 'Eclipse Policy'", 華爾街日報, 2005年7月13日

## 外部連結
- "Child Prisoner: Kang Chol-hwan"（页面存档备份，存于）, MSN.com文章, 2003年10月28日
- "Bush 'Moved By Defector's Book on N.K. Human Rights'", 朝鮮日報, 2005年5月29日
- "Ban Downplays Bush Meeting With N.Korean Author", 朝鮮日報, 2005年6月15日
- 布殊邀見北韓投誠者 南韓社會反思（页面存档备份，存于）, 大紀元, 2005年6月19日